# Li Jianying
Li Jianying (Jizhou, Hebei, september 1946) is een Chinees diplomaat. Hij was ambassadeur in Suriname en Qatar.

## Loopbaan
In 1969 studeerde hij af in Engels aan het instituut van Buitenlandse Handel in Peking. Vanaf 1975 werkte hij voor het ministerie van Buitenlandse Zaken. In 1991 werd hij benoemd tot plaatsvervangend directeur van de persdienst en woordvoerder van het ministerie.
In 1993 werd hij gezant bij de permanente vertegenwoordiging van China bij de Verenigde Naties. Vanaf 1995 was hij gezant bij de afdeling Noord-Amerika en Oceanië op het ministerie in Peking. In maart 1997 werd hij benoemd tot ambassadeur in Suriname. 
De Surinaamse regering onderscheidde hem op 15 januari 2001 als drager van het Grootlint in de Ereorde van de Palm. In dezelfde maand kondigde hij aan dat de Chinese regering een bedrag van 2,5 miljoen US$ doneerde aan de herbouw van de ministerie van Buitenlandse Zaken, dat op 1 augustus 1996 door brand was verwoest.
Na zijn vertrek werd hij dat jaar vicevoorzitter van het Chinese Volksinstituut voor Buitenlandse Zaken. In april 2004 werd hij consul-generaal in Kaapstad, Zuid-Afrika. In maart 2005 volgde zijn benoeming tot ambassadeur in Qatar. Hier bleef hij aan tot juni 2007.
Rond 2024 is hij hoofd van de directie ontwikkelingszones van het Departement van Handel van Hebei.